# Anthophora subaequa
Anthophora subaequa är en biart som först beskrevs av Kohl 1905.  Anthophora subaequa ingår i släktet pälsbin, och familjen långtungebin. Inga underarter finns listade i Catalogue of Life.